# Mallertshofer See
Der Mallertshofer See ist ein 5,6 Hektar großer Baggersee in der Gemeinde Oberschleißheim im Landkreis München.

## Geographie
Der Mallertshofer See liegt etwa 13 km nördlich des historischen Stadtkernes von München und grenzt an das Naturschutzgebiet Mallertshofer Holz. 200 Meter westlich verläuft die Bundesstraße 13, die dort Ingolstädter Landstraße heißt. Südlich befindet sich das Industriegebiet Garchings. Der See besitzt als sogenannter Himmelsteich keinen oberflächigen Zu- oder Abfluss, sondern wird ausschließlich durch Niederschläge und eindringendes Grundwasser gespeist.

## Geschichte
Bis in das 20. Jahrhundert war das Gebiet Agrarland, das bis 1880 von dem 300 m nördlich gelegen mittelalterlichen Dreiseithof Maletshofen aus bewirtschaftet wurde. Dieser ist heute nurmehr als Wüstung erhalten, war aber namensstiftend für den See. Es besteht noch die dortige als Denkmal geschützte Kapelle St. Martin. In den 1970er Jahren wurde die Landwirtschaft eingeschränkt, da im Tagebau die anstehenden nacheiszeitlichen Kiesvorkommen abgebaut wurden. Nachdem das Gelände ausgebeutet war, wurde nur die nördliche Hälfte der entstandenen Kiesgrube mit Altlasten unklarer Herkunft verfüllt und der See entstand.
Die Natur wurde überwiegend sich selbst überlassen, der See ist Landschaftsschutzgebiet und das nördlich und östlich des Sees gelegene Areal ab 1995 zum Naturschutzgebiet umgewidmet.

## Heutige Nutzung
Das Gelände dient heute der Naherholung. Das Campen am See ist verboten wie auch offene Feuer. Die umliegenden Wiesen und Waldstreifen werden nicht regelmäßig bewirtschaftet oder entbuscht, sodass einige Teilgebiete nur schwer einsehbar sind. Dies kommt den Freunden der Freikörperkultur entgegen, bei denen der Mallertshofer See als Geheimtipp gilt und einhellig mit textilen Erholungssuchenden als Badesee genutzt wird.

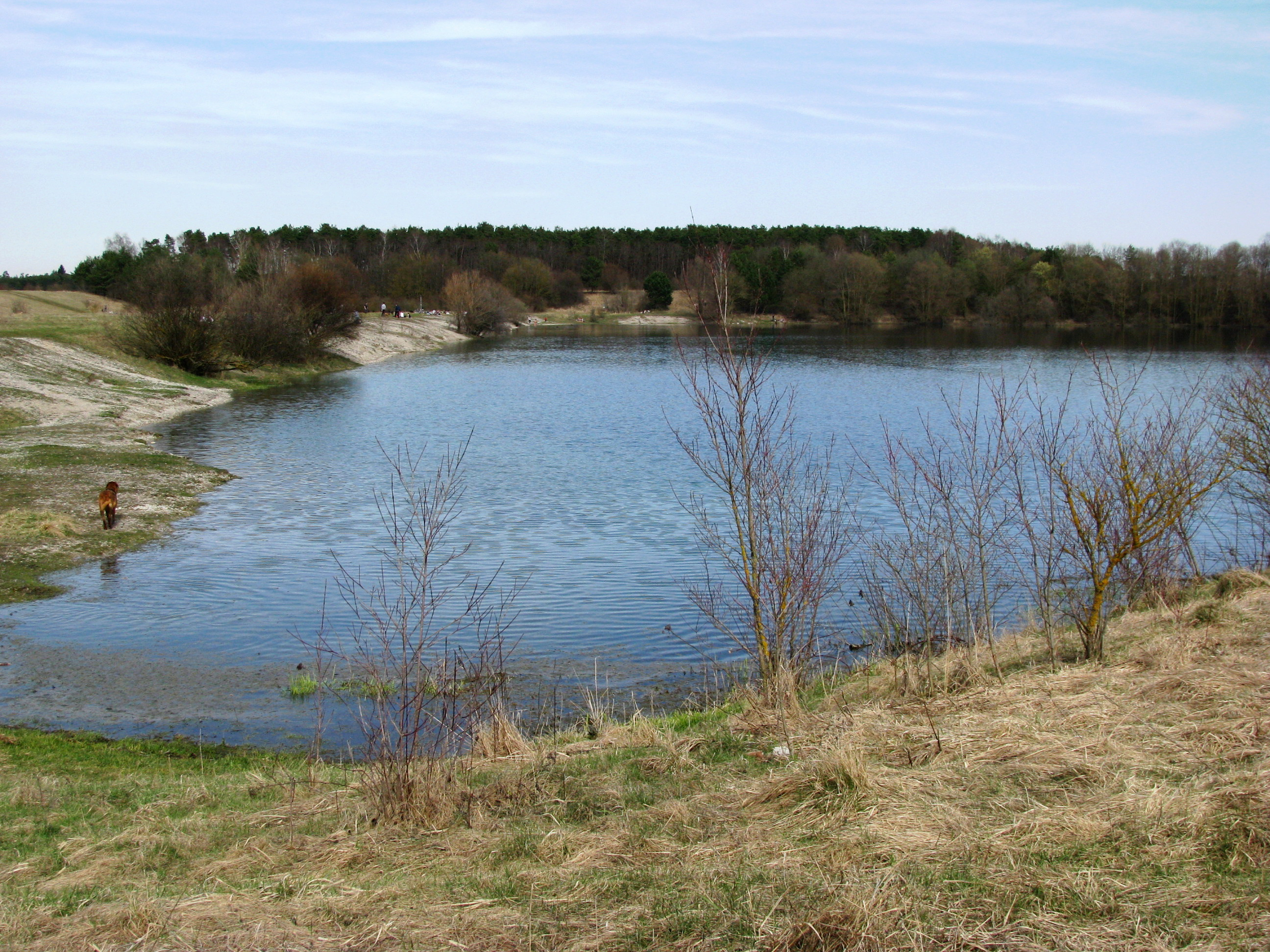
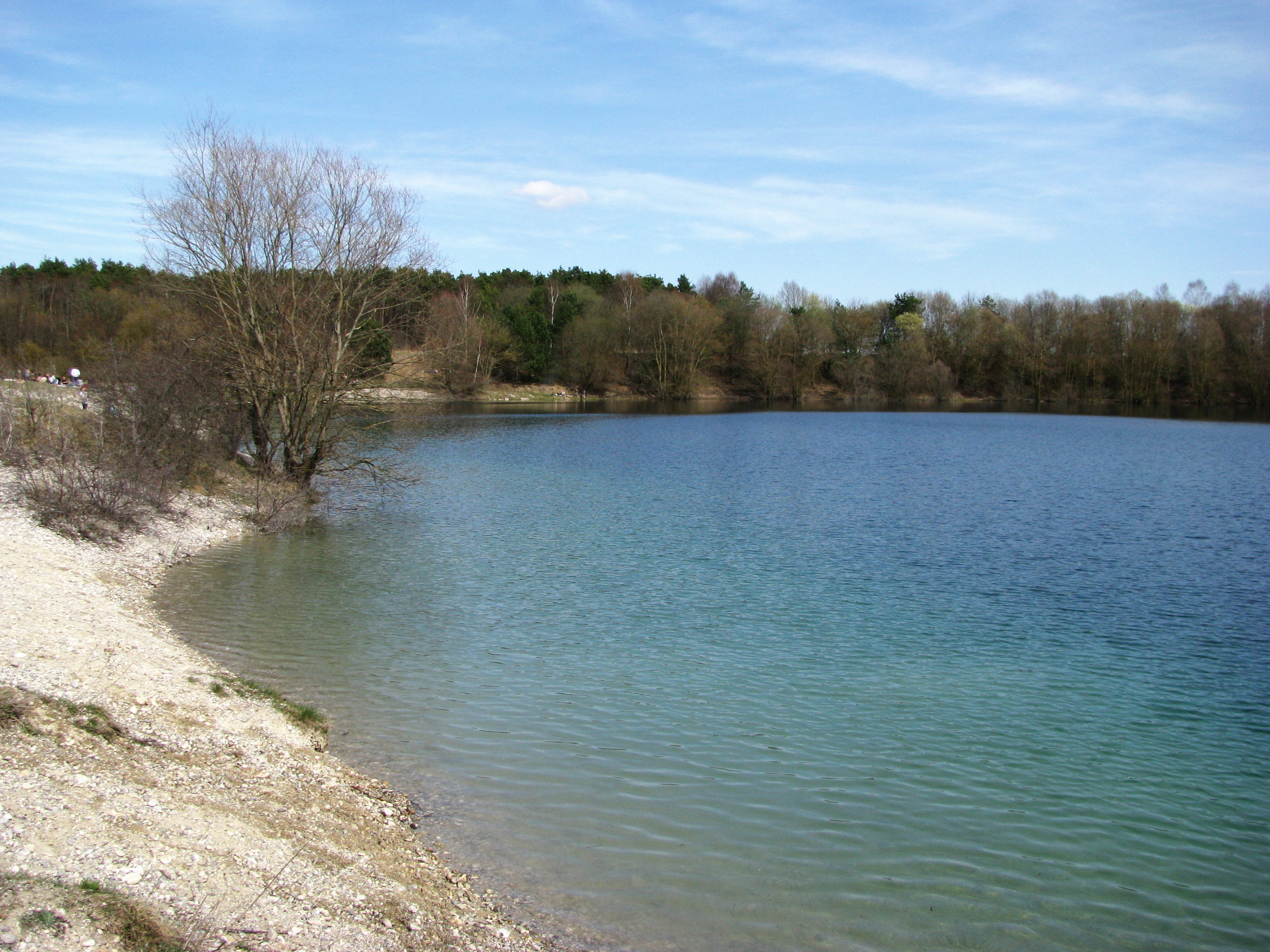
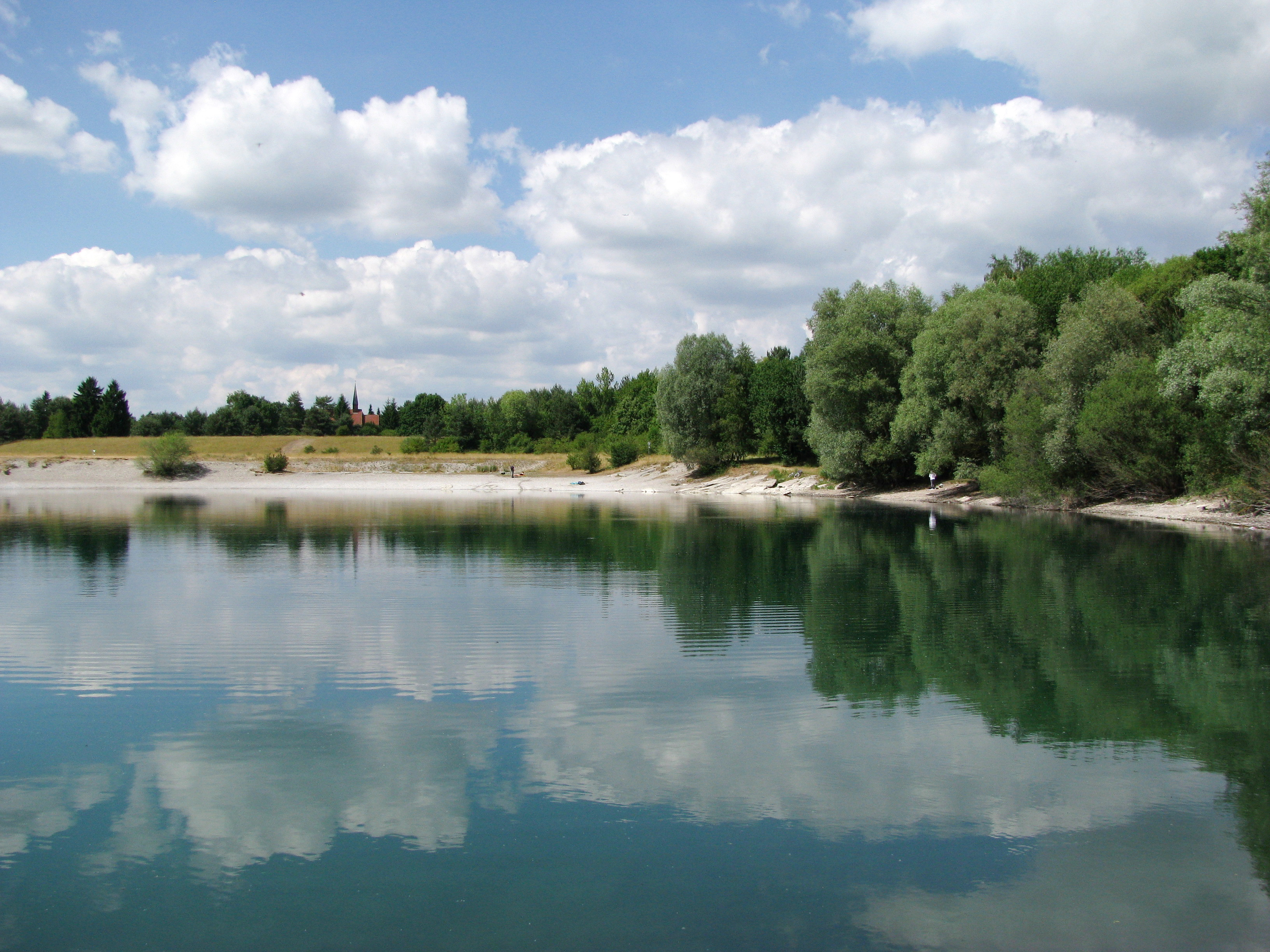
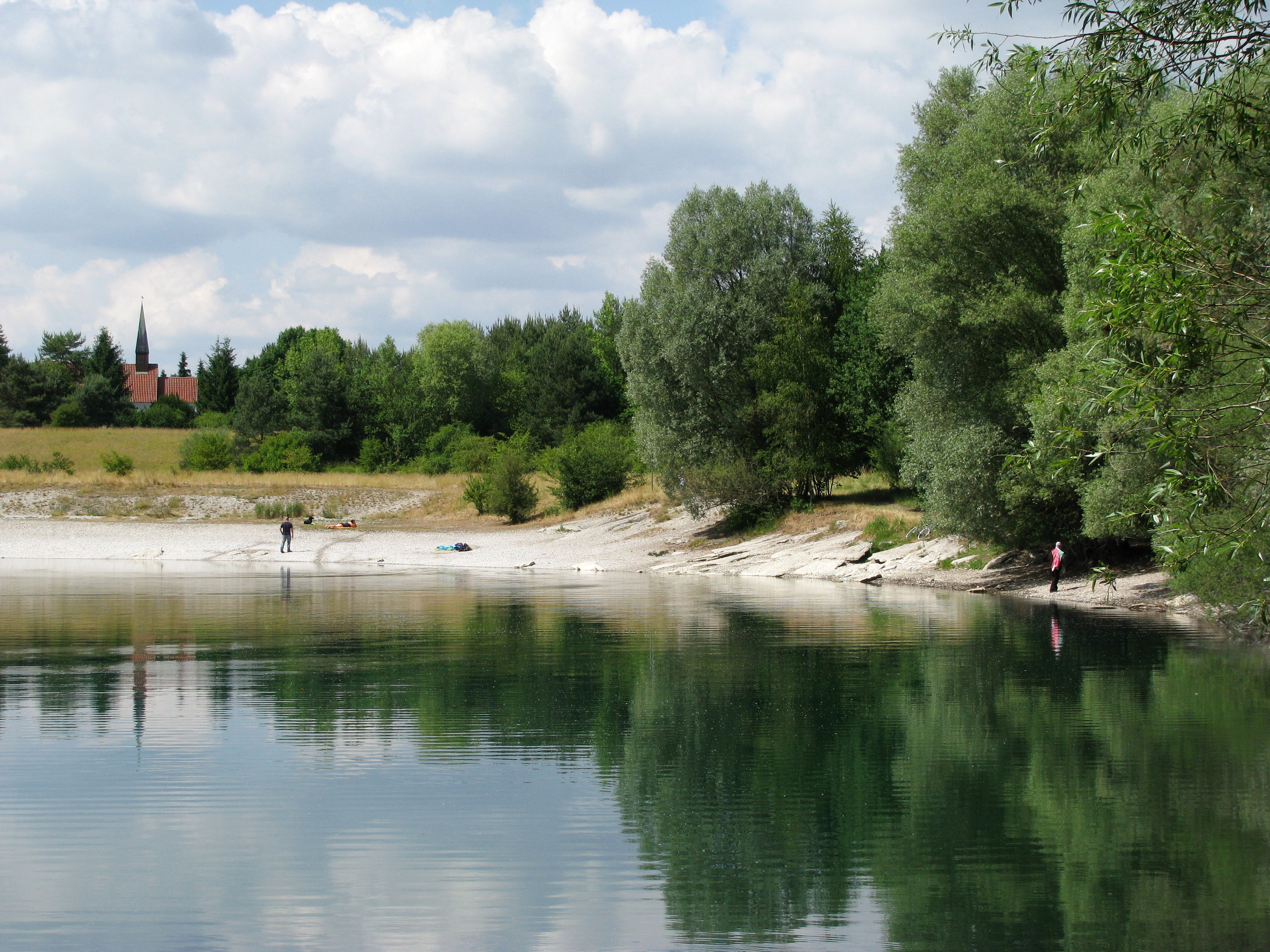